# Lethades punctatissimus
Lethades punctatissimus là một loài tò vò trong họ Ichneumonidae.